# Ministerio del Poder Popular de Petróleo y Minería
El Ministerio del Poder Popular de Petróleo y Minería fue uno de los organismos que conformaban el gabinete ejecutivo del gobierno venezolano del presidente Hugo Chávez y Nicolás Maduro, el cual fue disuelto en 2016, debido a la creación del Ministerio del Poder Popular de Petróleo y el Ministerio del Poder Popular de Desarrollo Minero Ecológico. Se encargaba de regular toda la materia de política petrolera y minera que dependía directamente de la presidencia de la República Bolivariana de Venezuela. 
Las competencias del ministerio eran la regulación, formulación y seguimiento de políticas, la planificación, realización y fiscalización de las actividades del Ejecutivo Nacional en materia de hidrocarburos y energía en general; el desarrollo, aprovechamiento y control de los recursos naturales no renovables y de otros recursos energéticos, así como de las industrias eléctricas y petroleras; el estudio de mercado y análisis y fijación de precios de los productos de petróleo y del servicio de la electricidad; y la prevención de la contaminación del medio ambiente derivada de las actividades energéticas y de hidrocarburos, en coordinación con el Ministerio del Poder Popular para el Ambiente. En sus inicios se conoció como Ministerio de Minas e Hidrocarburos. Más tarde se conoció como Ministerio de Energía y Minas. Con la entrada en vigencia de la Constitución de 1999, se le denominó Ministerio de Energía y Petróleo.

## Estructura
- Despacho del Viceministro de Petróleo y Minería.
- Despacho del Viceministro de Hidrocarburos.
- Despacho del Viceministro de Gas.
- Despacho del Viceministro de Minería.
- Despacho del Viceministro de Refinación y Petroquímica.

### Órganos y entes adscritos que tenía
- Corporación Venezolana del Petróleo.
- Petróleos de Venezuela.
- Petroquímica de Venezuela.
- Misión Robinson.
- Misión Ribas.
- Intevep.
- CVG Conacal.
- CVG Tecmin.
- CVG Minerven.
- CVG Bauxilum.
- CVG Carbonorca.
- Misión Piar.
- Instituto Nacional de Geología y Minería.
- Cineca.
- Cinecafal.
- AC Sermed RL.

## Ministros

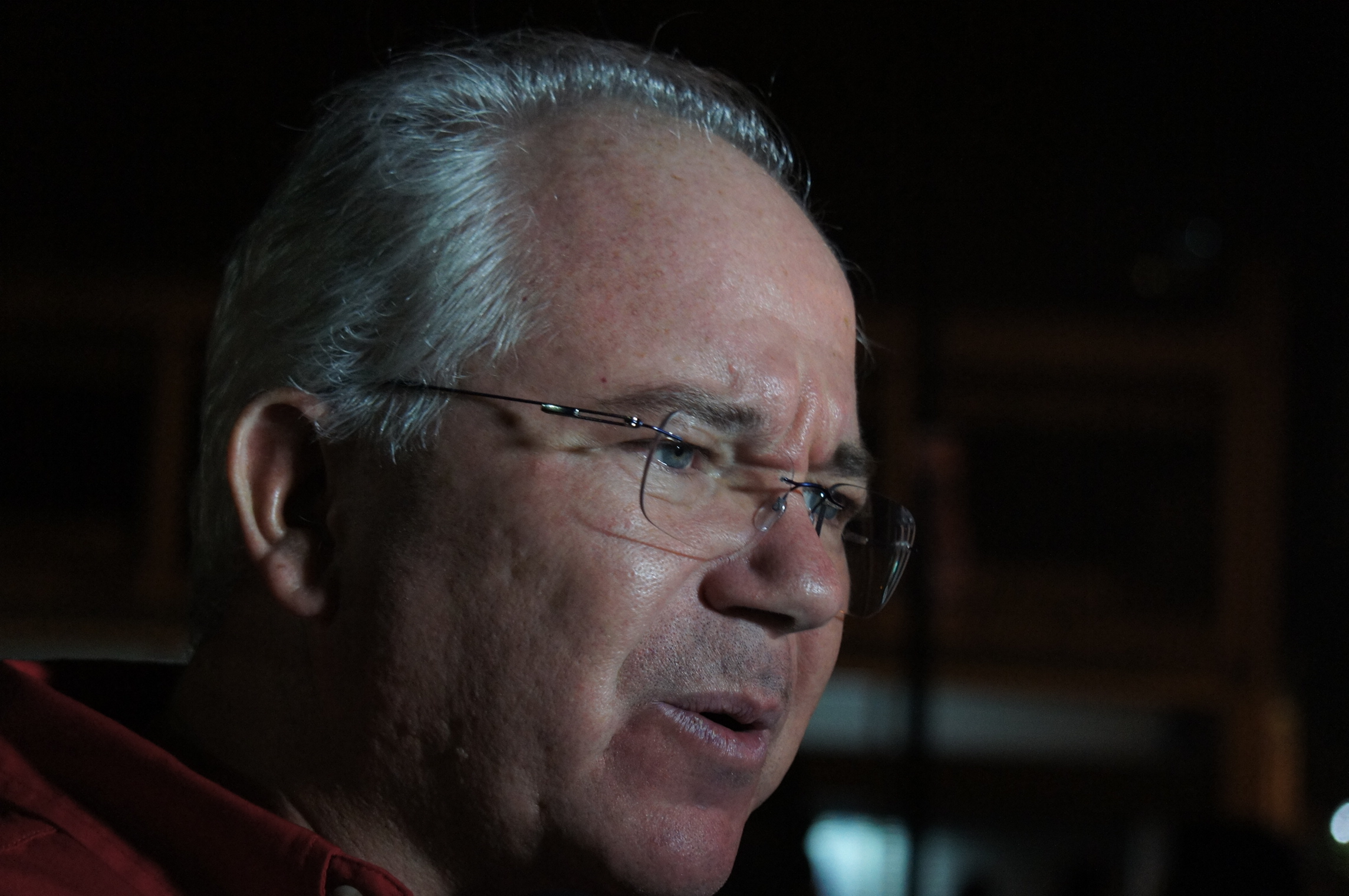
Rafael Ramírez, Ministro de Petróleo y Minería entre 2002 y 2014, y Presidente de PDVSA desde 2004 hasta 2014

| Ministros de Petróleo y Minería de Venezuela |                           |             |                      |
| Orden                                        | Nombre                    | Período     | Presidente           |
| 1                                            | Edmundo Luongo Cabello    | 1952 - 1958 | Marcos Pérez Jiménez |
| 2                                            | Juan Pablo Pérez Alfonzo  | 1959 - 1963 | Rómulo Betancourt    |
| 3                                            | Arturo Hernández Grisanti | 1963 - 1964 | Rómulo Betancourt    |
| 4                                            | Manuel Pérez Guerrero     | 1964 - 1967 | Raúl Leoni           |
| 6                                            | José Antonio Mayobre      | 1967 - 1969 | Raúl Leoni           |
| 7                                            | Hugo Pérez La Salvia      | 1969 - 1974 | Rafael Caldera       |
| 8                                            | Valentín Hernández Acosta | 1974 - 1979 | Carlos Andrés Pérez  |
| 9                                            | Humberto Calderón Berti   | 1979 - 1983 | Luis Herrera Campins |
| 10                                           | José Ignacio Moreno León  | 1983 - 1984 | Luis Herrera Campins |
| 11                                           | Arturo Hernández Grisanti | 1984 - 1988 | Jaime Lusinchi       |
| 12                                           | Julio César Gil           | 1988 - 1989 | Jaime Lusinchi       |
| 13                                           | Celestino Armas           | 1989 - 1992 | Carlos Andrés Pérez  |
| 14                                           | Alirio Parra              | 1992 - 1993 | Carlos Andrés Pérez  |
| 15                                           | Alirio Parra              | 1993 - 1994 | Ramón José Velásquez |
| 16                                           | Edwin Arrieta Valera      | 1994 - 1999 | Rafael Caldera       |
| 17                                           | Alí Rodríguez Araque      | 1999 - 2000 | Hugo Chávez          |
| 18                                           | Álvaro Silva Calderón     | 2000 - 2002 | Hugo Chávez          |
| 19                                           | Rafael Ramírez Carreño    | 2002 - 2013 | Hugo Chávez          |
| 20                                           | Rafael Ramírez Carreño    | 2013 - 2014 | Nicolás Maduro       |
| 21                                           | Asdrúbal Chávez           | 2014 - 2015 | Nicolás Maduro       |
| 22                                           | Eulogio del Pino          | 2015 - 2016 | Nicolás Maduro       |